# Fernand Vandernotte
Fernand Auguste Henri Marius Vandernotte (ur. 12 lipca 1902 w Tillières, zm. 20 stycznia 1990 w Saint-Nazaire) – francuski wioślarz, brązowy medalista olimpijski.
Wystartował na igrzyskach olimpijskich w Los Angeles w 1932 roku, gdzie razem ze swym bratem, Marcelem Vandernotte, odpadł w pierwszej rundzie dwójek bez sternika. Na rozgrywanych cztery lata później igrzyskach olimpijskich w Berlinie Francuzi w składzie: Fernand Vandernotte, Marcel Vandernotte, Jean Cosmat, Marcel Chauvigné i Noël Vandernotte (sternik, bratanek Fernanda) zajęli trzecie miejsce w czwórkach ze sternikiem. W wyścigu finałowym o 17,1 sekundy wyprzedziła ich osada III Rzeszy, a o 9 sekund osada Szwajcarii. 
W czwórkach ze sternikiem wywalczył srebrne medale na mistrzostwach Europy w Lucernie (1934) i mistrzostwach Europy w Berlinie (1935). Ponadto zdobył brązowy medal w dwójkach bez sternika na mistrzostwach Europy w Liège (1930) i w dwójkach ze sternikiem na mistrzostwach Europy w Budapeszcie (1933).